# Aszur-da’’in-apla
Aszur-da’’in-apla, Aszur-da’’in-aplu (akad. Aššur-da’’in-apla, Aššur-da’’in-aplu, w transliteracji z pisma klinowego zapisywane m(d)aš-šur-KAL-(in-)A, maš-šur-da-in-DUMU.UŠ; tłum. „Aszurze, wzmocnij następcę!”) –  syn asyryjskiego króla Salmanasara III (858-824 p.n.e.), brat Szamszi-Adada V (823-811 p.n.e.). 
Zgodnie z jedną z inskrypcji Szamszi-Adada V jego brat Aszur-da’’in-apla przewodzić miał wielkiej rewolcie wymierzonej przeciw ich ojcu Salmanasarowi III, która objąć miała 27 miast imperium asyryjskiego:

„Aszur-da’’in-apla, za rządów Salmanasara (III), swego ojca, postąpił zdradziecko podburzając do powstania, rewolty i działań przestępczych, zbuntował kraj i przygotował się do bitwy; (w tym czasie) przekonał do siebie Asyryjczyków, z góry i z dołu, i kazał im złożyć przysięgi wierności. Pobuntował miasta i przygotował się do wojny. Miasta Niniwa, Adia, Szibaniba, Imgur-Enlil, Iszabri, Bit-Szasziria, Szimu, Szibhinisz, Tamnuna, Kipszuna, Kurbail, Tidu, Nabulu, Kahat, Aszur, Urakka, Sallat, Huzirina, Dur-balati, Dariga, Zaban, Lubdu, Arrapha (i) Arbail, razem z miastami Amedu, Til-Abni (i) Hindanu - razem 27 miast z ich fortecami, które zbuntowały się przeciw Salmanasarowi (III), królowi czterech stron świata, memu ojcu, (i) opowiedziały po stronie Aszur-da’’in-apla”

Według asyryjskiej kroniki eponimów bunt ten wybuchł w 826 roku p.n.e., pod koniec panowania Salmanasara III, i trwał przez siedem lat, aż do 820 roku p.n.e., kiedy to Szamszi-Adadowi V w trzecim roku jego panowania udało się go stłumić. Los Aszur-da’’in-apla jest nieznany - w inskrypcji Szamszi-Adada V znajduje się jedynie lakoniczna wzmianka, iż udało mu się ujarzmić buntowników. 
Znany jest list, w którym niejaki Kabtî, skryba, nazywany jest sługą Aszur-da’’in-apla, syna Salmanasara.